# Еверсон (Вашингтон)
Еверсон (англ. Everson) — місто (англ. city) в США, в окрузі Вотком штату Вашингтон. Населення — 2888 осіб (2020).

## Географія
Еверсон розташований за координатами 48°54′7″ пн. ш. 122°21′34″ зх. д. / 48.90194° пн. ш. 122.35944° зх. д. (48.901845, -122.359371).  За даними Бюро перепису населення США в 2010 році місто мало площу 3,27 км², з яких 3,22 км² — суходіл та 0,05 км² — водойми. В 2017 році площа становила 3,45 км², з яких 3,37 км² — суходіл та 0,08 км² — водойми.

## Демографія
Згідно з переписом 2010 року, у місті мешкала 2481 особа в 819 домогосподарствах у складі 619 родин. Густота населення становила 759 осіб/км².  Було 864 помешкання (264/км²).
Расовий склад населення:
| - 75,3 % — білих - 2,5 % — корінних американців - 0,7 % — азіатів - 0,3 % — чорних або афроамериканців - 16,6 % — осіб інших рас |

До двох чи більше рас належало 4,5 %. Частка іспаномовних становила 28,9 % від усіх жителів.
За віковим діапазоном населення розподілялося таким чином: 32,2 % — особи молодші 18 років, 59,7 % — особи у віці 18—64 років, 8,1 % — особи у віці 65 років та старші. Медіана віку мешканця становила 29,8 року. На 100 осіб жіночої статі у місті припадало 95,2 чоловіків;  на 100 жінок у віці від 18 років та старших — 96,7 чоловіків також старших 18 років.
Середній дохід на одне домашнє господарство  становив 64 823 долари США (медіана — 54 500), а середній дохід на одну сім'ю — 73 783 долари (медіана — 59 138). Медіана доходів становила 41 698 доларів для чоловіків та 27 031 долар для жінок. За межею бідності перебувало 16,0 % осіб, у тому числі 19,6 % дітей у віці до 18 років та 14,7 % осіб у віці 65 років та старших.
Цивільне працевлаштоване населення становило 1244 особи. Основні галузі зайнятості: освіта, охорона здоров'я та соціальна допомога — 20,5 %, роздрібна торгівля — 11,8 %, сільське господарство, лісництво, риболовля — 10,3 %, виробництво — 9,8 %.